# Фридрих (Шлезвиг-Холщайн-Зондербург-Августенбург)
Вижте пояснителната страница за други личности с името Фридрих.
Фридрих фон Шлезвиг-Холщайн-Зондербург-Августенбург (на немски: Friedrich von Schleswig-Holstein-Sonderburg-Augustenburg; * 10 декември 1652; † 3 август 1692, убит при Стенкерке) от странична линия на Дом Олденбург, е херцог на Шлезвиг-Холщайн-Зондербург-Августенбург (1689 – 1692).

## Живот
Той е най-възрастният син на херцог Ернст Гюнтер фон Шлезвиг-Холщайн-Зондербург-Августенбург (1609 – 1689) и съпругата му принцеса Августа фон Шлезвиг-Холщайн-Зондербург-Глюксбург (1633 – 1701), дъщеря на херцог Филип фон Шлезвиг-Холщайн-Зондербург-Глюксбург и принцеса София Хедвига фон Саксония-Лауенбург. Брат е на Филип Ернст (1655 – 1677), Ернст Август (1660 – 1731), Фридрих Вилхелм (1668 – 1714) и на Луиза Шарлота (1658 –1740), омъжена през 1685 г. за херцог Фридрих Лудвиг фон Шлезвиг-Холщайн-Зондербург-Бек (1653 – 1728).
Фридрих се жени през ок. 1670 г. (морганатичен брак) в Готорп за Анна Христина Беройтер. Те нямат деца.
Фридрих е убит на 3 август 1692 г. на 39 години през Войната за Пфалцкото наследство в битка при Стенкерке. Наследен е от брат му Ернст Август.